# Phycisphaerae
Phycisphaerae é uma classe de bactérias aquáticas que contém uma ordem única Phycisphaerales. Eles se reproduzem por brotamento e são encontrados em amostras de algas na água do mar.